# Hempstead near Stalham
Hempstead near Stalham – wieś w Anglii, w Norfolk. W 1870-72 wieś liczyła 178 mieszkańców. Hempstead near Stalham jest wspomniana w Domesday Book (1086) jako Hemsteda.